# 马丁·罗伯茨
马丁·罗伯茨（英語：Martin Roberts，1966年6月19日—），澳大利亚男子游泳运动员。他曾代表澳大利亚参加1990年英联邦运动会游泳比赛，获得三枚金牌、一枚银牌和一枚铜牌。他也曾参加1988年和1992年夏季奥运会。